# Наконечна Анастасія Володимирівна
Анастасія Володимирівна Наконечна (нар. 14 грудня 1918, с.Червлене, Лебединський район, Сумська область) — українська партизанка часів Другої світової війни. Зібрала та зберегла інформацію про загиблих за звільнення села Червлене.

## Життєпис
Народилася 14 грудня 1918 року в селі Червлене Лебединського району. У 30-ті 15-річною разом із мамою ходила полоти буряки, рятуючись від голоду. Перед війною у 1939 році закінчила Миргородський керамічний технікум і почала працювати на Коростенському фарфоровому заводі, а в 1941 році в зв'язку з евакуацією повернулася додому, у село Червлене.
Під час війни була активною партизанкою, розклеювала та розповсюджувала листівки, передавала відомості про розташування ворожої техніки в селі та кількість фашистських загарбників. Однієї ночі з місцевим партизаном Лубенським вивісила червоний прапор над жандармерією.  
Після звільнення села у 1943 році працювала секретаркою сільської ради, пізніше знову переїхала до Коростеня на фарфоровий завод. Там зустріла офіцера Йосипа Наконечного, одружилася і повернулася у рідне село. Народила трьох дітей: Людмилу, Любов та Володимира. 
З 1952 по 1973 рік пропрацювала секретаркою сільської ради. Провела велику пошукову роботу з встановлення осіб, загиблих під час війни за звільнення села Червлене. Всі пам'ятники, які знаходяться сьогодні на території Червленівської сільської ради, були відкриті за допомогою Анастасії Наконечної.

## Нагороди
- Орден «За мужність» ІІІ ступеня
- Орден Вітчизняної війни ІІ ступеня
- Медаль Жукова
- Медаль «20 років перемоги у Великій Вітчизняній війні 1941—1945 рр.»
- Медаль «30 років перемоги у Великій Вітчизняній війні 1941—1945 рр.»
- Медаль «40 років перемоги у Великій Вітчизняній війні 1941—1945 рр.»
- Ювілейна медаль «70 років Перемоги над нацизмом»
- Нагрудний знак «Партизан України».